# 帕尔特恩多夫-多伯曼斯多夫
帕尔特恩多夫-多伯曼斯多夫是奥地利下奥地利州根瑟恩多夫县的一个市镇。总面积18.64平方公里，总人口1238人，人口密度66.4人/平方公里（2005年）。